# Barry County (Michigan)
Barry County ist ein County im Bundesstaat Michigan der Vereinigten Staaten. Der Verwaltungssitz (County Seat) ist Hastings. Das U.S. Census Bureau hat bei der Volkszählung 2020 eine Einwohnerzahl von 62.423 ermittelt.

## Geographie
Das County liegt im mittleren Nordwesten der Unteren Halbinsel von Michigan, ist im Westen etwa 60 km vom Michigansee, einem der 5 großen Seen, entfernt und hat eine Fläche von 1494 Quadratkilometern, wovon 54 Quadratkilometer Wasserfläche sind. Es grenzt im Uhrzeigersinn an folgende Countys: Ionia County, Eaton County, Calhoun County, Kalamazoo County, Allegan County und Kent County.

## Geschichte
Barry County wurde 1829 als Original-County aus freiem Territorium gebildet. Benannt wurde es nach William T. Barry, einem US-Postminister. Das County gehört zu den so genannten Cabinet Countys, da es wie einige andere nach einem Mitglied des Kabinetts von US-Präsident Andrew Jackson benannt wurde.
Sieben Bauwerke und Stätten des Countys sind im National Register of Historic Places eingetragen (Stand 17. November 2017).

## Demografische Daten
Nach der Volkszählung im Jahr 2000 lebten im Barry County 56.755 Menschen in 21.035 Haushalten und 15.986 Familien. Die Bevölkerungsdichte betrug 39 Einwohner pro Quadratkilometer. Ethnisch betrachtet setzte sich die Bevölkerung zusammen aus 97,39 Prozent Weißen, 0,24 Prozent Afroamerikanern, 0,46 Prozent amerikanischen Ureinwohnern, 0,27 Prozent Asiaten, 0,01 Prozent Bewohnern aus dem pazifischen Inselraum und 0,50 Prozent aus anderen ethnischen Gruppen; 1,12 Prozent stammten von zwei oder mehr Ethnien ab. 1,46 Prozent der Bevölkerung waren spanischer oder lateinamerikanischer Abstammung.
Von den 21.035 Haushalten hatten 35,2 Prozent Kinder unter 18 Jahren, die bei ihnen lebten. 64,1 Prozent waren verheiratete, zusammenlebende Paare, 7,7 Prozent waren allein erziehende Mütter und 24,0 Prozent waren keine Familien. 19,5 Prozent waren Singlehaushalte und in 7,7 Prozent lebten Menschen im Alter von 65 Jahren oder darüber. Die Durchschnittshaushaltsgröße betrug 2,68 und die durchschnittliche Familiengröße lag bei 3,06 Personen.
27,2 Prozent der Bevölkerung waren unter 18 Jahre alt. 7,5 Prozent zwischen 18 und 24 Jahre, 29,0 Prozent zwischen 25 und 44 Jahre, 24,6 Prozent zwischen 45 und 64 Jahre und 11,8 Prozent waren 65 Jahre oder älter. Das Durchschnittsalter betrug 37 Jahre. Auf 100 weibliche Personen kamen 99,7 männliche Personen. Auf 100 Frauen im Alter von 18 Jahren und darüber kamen statistisch 98,8 Männer.
Das jährliche Durchschnittseinkommen eines Haushalts betrug 46.820 USD, das Durchschnittseinkommen einer Familie 51.794 USD. Männer hatten ein Durchschnittseinkommen von 38.991 USD, Frauen 26.387 USD. Das Prokopfeinkommen betrug 20.636 USD. 3,9 Prozent der Familien und 5,5 Prozent der Bevölkerung lebten unterhalb der Armutsgrenze.

## Orte im County
- Assyria
- Banfield
- Bowens Mill
- Cedar Creek
- Circle Pine Center
- Coats Grove
- Cressey
- Delton
- Doster
- Dowling
- Freeport
- Hastings
- Hickory Corners
- Irving
- Lacey
- Middleville
- Morgan
- Nashville
- Orangeville
- Parmelee
- Podunk
- Prairieville
- Qumby
- Schultz
- Stony Point
- Turners Corner
- Vickery Landing
- Welcome Corner
- Woodbury
- Woodland
- Woodlawn Beach

Townships
- Assyria Township
- Baltimore Township
- Barry Township
- Carlton Township
- Castleton Township
- Hastings Charter Township
- Hope Township
- Irving Township
- Johnstown Township
- Maple Grove Township
- Orangeville Township
- Prairieville Township
- Rutland Charter Township
- Thornapple Township
- Woodland Township
- Yankee Springs Township